# Милош Н. Чомић
Милош  Н. Чомић био је српски индустријалац и политичар из Крагујевца.

## Биографија
Милош Миша Чомић, син велетрговца Наума K. Чомића и синовац  задужбинара Тодора K. Чомића је био крагујевачки индустријалац и активни учесник политичког и друштвеног живота Крагујевца у периоду између два светска рата. Био је оснивач  и дугогодишњи директор Акционарског парног млина (основан 1911.) у Крагујевцу и акционар и члан управе Уједињене шумадијске банке, највеће банке тадашњег Крагујевца. Био је благајник, потпредседник и добротвор  Кола  српских јахача у Крагујевцу.
У политичком деловању  био је један од оснивача  Социјалдемократске партије, а касније истакнути члан Демократске странке  и блиски сарадник Драгољуба Миловановића Бене и Љубе Давидовића. Bио је  члан управе града Крагујевца (1920) и градског већа Крагујевца (1935). У Милошевој кући, познатој као Чомића вила, у крагујевачком насељу Виногради, боравио је у Првом светском рату, током Колубарске битке, начелник   Врховне команде српске војске Војвода Радомир Путник (новембар 1914).